# ایست ماریون (نیویورک)
ایست ماریون (به انگلیسی: East Marion) یک منطقهٔ مسکونی در ایالات متحده آمریکا است که در شهرستان سافک، نیویورک واقع شده‌است. ایست ماریون ۶٫۱ کیلومتر مربع مساحت و ۹۲۶ نفر جمعیت دارد و ۱۰ متر بالاتر از سطح دریا واقع شده‌است.